# Лісна Поляна (Гайсинський район)
Лісна Поляна — селище в Україні, у Гайсинській міській громаді Гайсинського району Вінницької області. Населення становить 0 осіб.

## Історія
7 (20) листопада 1917 року, відповідно до Третього Універсалу Української Центральної Ради, увійшло до складу Української Народної Республіки.
12 червня 2020 року, відповідно до розпорядження Кабінету Міністрів України № 707-р «Про визначення адміністративних центрів та затвердження територій територіальних громад Вінницької області», селище увійшло до складу Гайсинської міської територіальної громади.
19 липня 2020 року, в результаті адміністративно-територіальної реформи та ліквідації Гайсинського району (1923—2020), селище увійшло до складу новоутвореного Гайсинського району.